# Run! Bitch Run!
Run! Bitch Run! é um filme de estupro e vingança produzido nos Estados Unidos, dirigido por Joseph Guzman e lançado em 2009.